# Czarnobrzuszek filcowaty
Czarnobrzuszek filcowaty (Melanogaster ambiguus (Vittad.) Tul. & C. Tul.) – gatunek grzybów z rodziny krowiakowatych (Paxillaceae).

## Systematyka i nazewnictwo
Pozycja w klasyfikacji według Index Fungorum: Melanogaster, Paxillaceae, Boletales, Agaricomycetidae, Agaricomycetes, Agaricomycotina, Basidiomycota, Fungi.
Obecną polską nazwę zaproponowali Gumińska & Wojewoda w 1983, nazwę czarnobrzuszek zmienny zaproponował Teodorowicz w 1939.

## Występowanie i siedlisko
Występuje w Ameryce, Europie i Oceanii, najczęściej w Europie, w tym w Polsce. Rośnie w lasach liściastych i mieszanych oraz w arboretach, pod Abies i Carpinus..